# حماده الزبيري
حماده الزبيري (1 يونيو 1990 بصنعاء في اليمن - ) هو لاعب كرة قدم يمني في مركز الدفاع.

## وصلات خارجية
- حماده الزبيري على موقع قاعدة بيانات كرة القدم.إي يو (الإنجليزية)
- حماده الزبيري على موقع ناشيونال فوتبول تيمز (الإنجليزية)